# Sodipodi
Sodipodi is een vrije software vectorillustratieprogramma voor Linux en Windows. Het gebruikt het W3C SVG vectorformaat. Het is uitgegeven onder de GNU General Public License.
De ontwikkeling van het programma is vrijwel stopgezet, maar een fork van Sodipodi in 2003, genaamd Inkscape wordt nog steeds volop ontwikkeld. De laatste versie van Sodipodi stamt uit februari 2004.